# 阿赫科格爾山
47°11′23″N 10°57′25″E / 47.18972°N 10.957°E

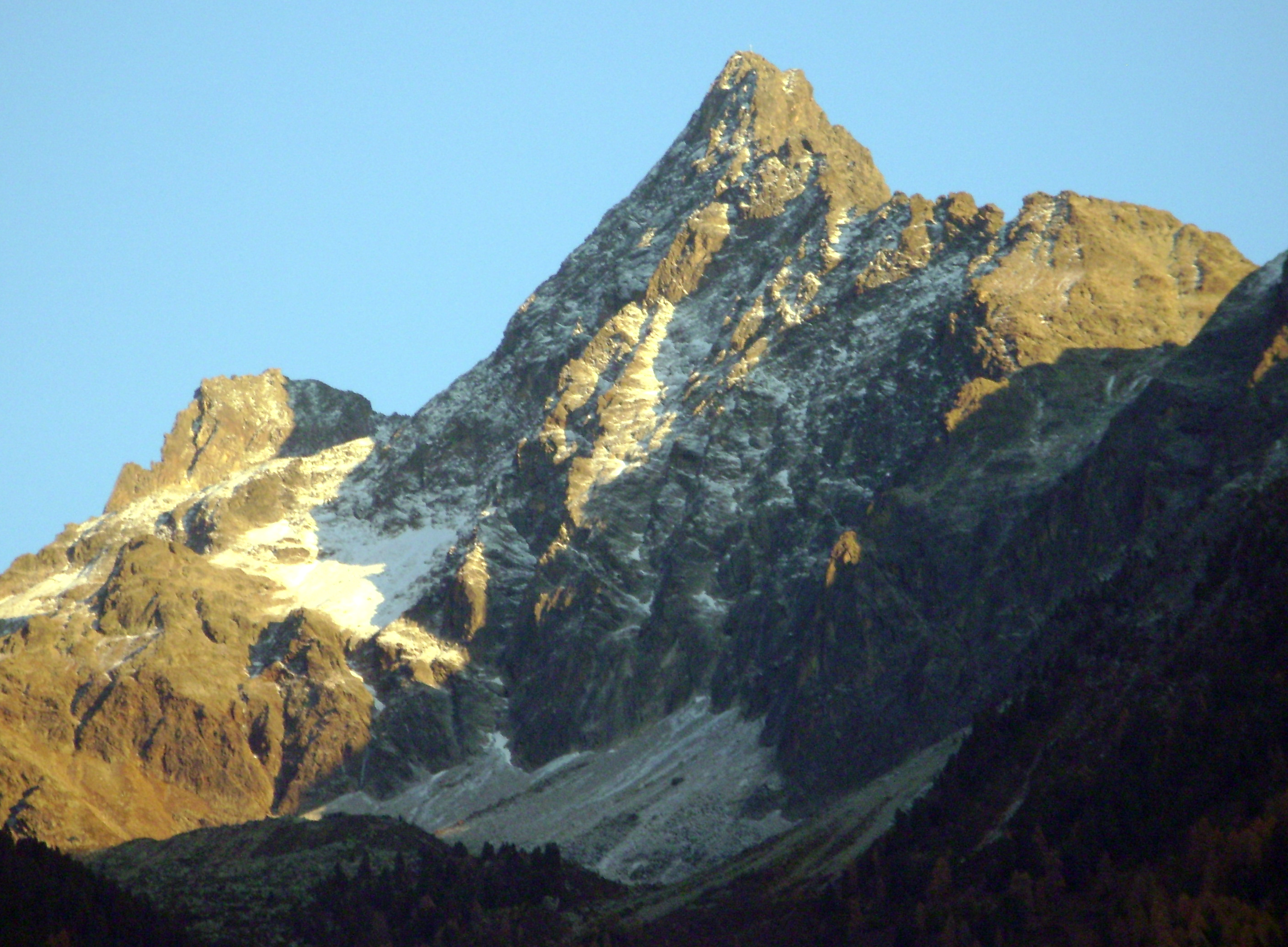

阿赫科格爾山（德語：Acherkogel），是奧地利的山峰，位於該國西部，由蒂羅爾州負責管轄，屬於斯圖拜阿爾卑斯山脈的一部分，海拔高度3,008米，人類在1881年8月24日首次登頂。